# Sterling trap

Le sterling trap (en français, piège de la livre sterling) est une situation problématique dans laquelle la France s'est retrouvée vis-à-vis du Royaume-Uni dans les années 1920. Disposant de réserves de change considérables, principalement libellées en livre sterling, la France a été durement touchée par une dévaluation du sterling, causant la faillite de la Banque de France. Le sterling trap est par conséquent une situation où un pays dominant, accumulant des réserves de devises, se voit fragilisé par la perte de valeur de ladite devise.

## Concept
Le piège de la livre sterling réside dans les années 1920 dans la détention importante, par la Banque de France, de devises britanniques. La France dégageait à cette époque des excédents commerciaux très importants à l'égard du Royaume-Uni. Dans une telle situation, la monnaie du pays excédentaire s'apprécie, car les entreprises étrangères, ayant besoin de la monnaie nationale pour payer leurs importations, exercent une pression à la hausse sur la demande de monnaie (maladie hollandaise). Afin d'éviter ce phénomène, qui aurait grignoté la compétitivité française en surévaluant le franc français, l'État français a accumulé des devises étrangères (principalement des livres sterling et des dollars), provoquant continuellement une pression à la baisse sur sa propre monnaie.
En 1928, la Banque de France détient environ la moitié des devises du monde et est le premier détenteur de sterling. Si cette situation témoigne de la puissance commerciale et économique française, elle met également le pays en danger : toute dévaluation de la livre sterling, en effet, causerait des pertes énormes au bilan de la Banque de France.
Les autorités ont conscience du problème, et le gouverneur de la Banque de France à la fin des années 1920, Émile Moreau, se trouve dans un dilemme. Afin de limiter la dépendance de la Banque de France au sterling, le pays doit soit réduire ses excédents, soit vendre des devises pour les faire sortir du bilan de la banque centrale. Toutefois, vendre du sterling équivaut à le dévaluer, et donc à appauvrir la Banque. Il s'agit donc d'une situation de conflicted virtue.

## Conséquences
Dès 1928, la Banque de France décide de remplacer progressivement ses sterling par des dollars afin d'être moins dépendante des fluctuations de la valeur du sterling. Toutefois, la banque centrale vend trop rapidement ses sterling, provoquant sa dévaluation sur les marchés monétaires. Elle se ruine ainsi, car la chute de la valeur de la livre sterling réduit d'autant la valeur du bilan de la banque. La Banque de France est même obligée de soutenir la livre sterling sur les marchés afin de limiter sa perte de valeur. Prévoyant une chute potentielle du dollar, la banque les échange contre de l'or, ce qui entraîne une contagion déflationniste dans le sillage de la Grande Dépression.
La banque centrale atteint un niveau de quasi-faillite et doit subir une reprise en main du gouvernement, qui la renfloue. La dévaluation de la livre sterling profite aux Britanniques, qui voient leur balance des paiements s'assainir, et qui n'ont plus à craindre les manœuvres de la Banque de France.

## Postérité
L'épisode du sterling trap est aujourd'hui peu connu. Il refait surface dans les années 2010 lorsque certains économistes, dont Olivier Accominotti (London School of Economics), tracent un parallèle entre cette situation et celle de la Chine vis-à-vis des États-Unis, dont elle dispose de milliards de dollars de bons du Trésor et de devises. Plusieurs experts chinois réutilisent l'exemple pour illustrer la dangerosité de la situation dans laquelle la Chine se trouve alors, celle d'un dollar trap.
Il fait l'objet d'un intérêt renouvelé par l'historiographie de la Grande Dépression. Douglas Irwin (université Cornell), dans un article intitulé « Did France cause the Great Depression? », soutient que la France est responsable d'une majeure partie de la déflation occidentale généralisée après la Grande dépression. En effet, afin d'éviter de se retrouver dans une situation de dollar trap, la Banque de France a échangé ses dollars contre de l'or, aspirant une partie importante du stock d'or mondial ; elle détient 27 % du stock d'or mondial connu en 1932. Or, elle stérilise ses achats en ne les compensant pas par l'expansion de la masse monétaire. Retirer l'or en circulation amplifie donc les mouvements déflationnistes conjoncturels.